# Mezquital
Mezquital é um município do estado de Durango, no México.

## Demografia
O censo populacional de 2000 estimou uma população de 27,512 habitantes, sendo 20,111 mulheres e 19,177 homens.